# Grand Prix-wegrace van Duitsland 1981
De Grand Prix-wegrace van Duitsland 1981 was derde race van wereldkampioenschap wegrace in het seizoen 1981. De races werd verreden de Hockenheimring nabij Hockenheim. Voor de 50cc-klasse was dit de openingsrace van het seizoen. In Duitsland startten alle klassen, maar dat betekende wel dat de 50cc-klasse al op zaterdag 2 mei moest rijden, terwijl de andere klassen op zondag 3 mei reden.

## Algemeen

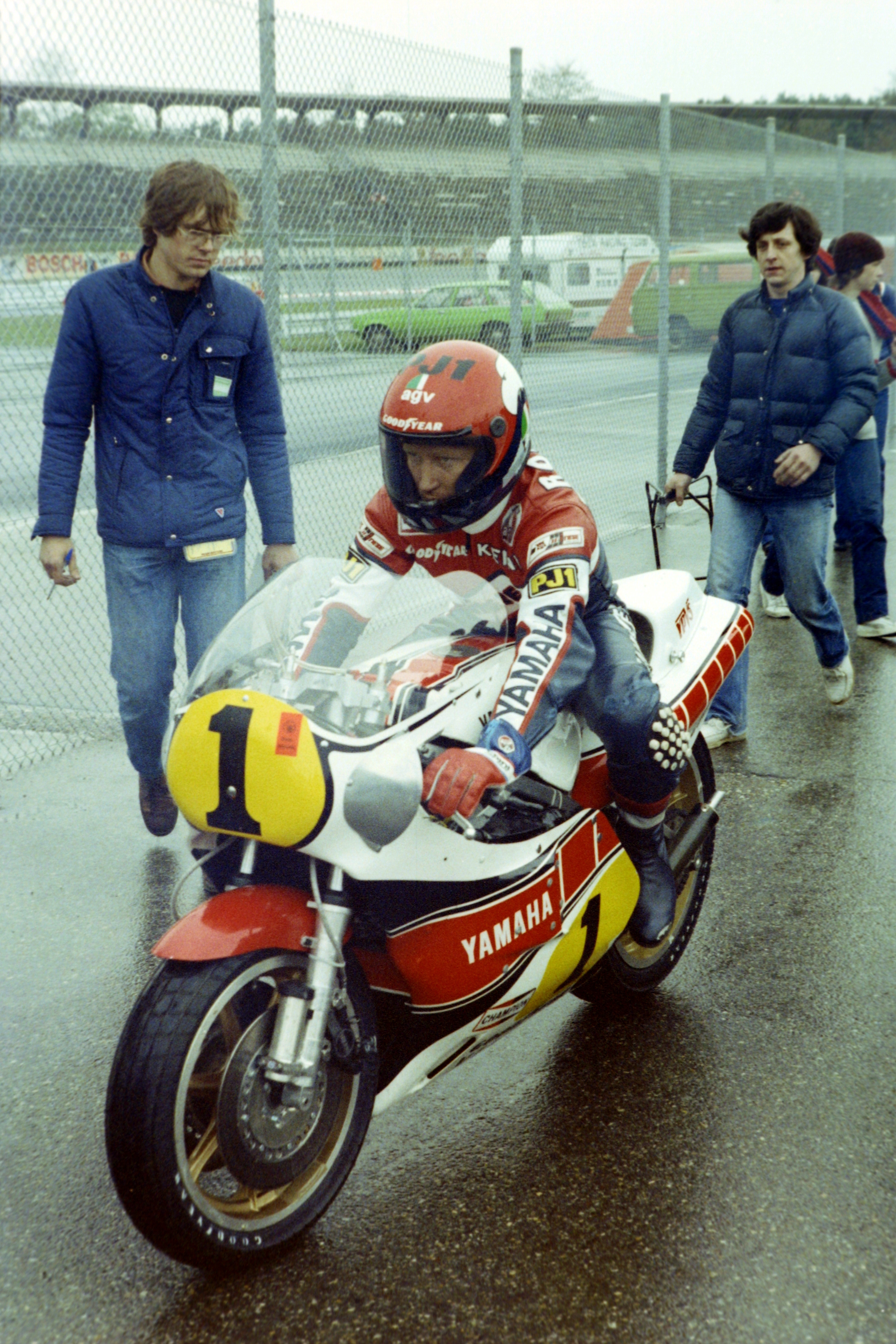
Kenny Roberts met zijn nieuwe Yamaha OW 54 tijdens de eerste - nog natte - training in Duitsland

Tot vreugde van de coureurs was de GP van Duitsland in 1980 voor het laatst op de Nordschleife gereden. De Hockenheimring vond men veel veiliger. Onder een aantal Nederlandse coureurs heerste er nogal wat verwarring over de startplaatsen en de toestemming om te rijden. Klaas Hernamdt had een startbevestiging voor de 250- en de 350cc-races van de KNMV en van de organisatie, maar moest zijn plaats op last van de KNMV afstaan aan Rinus van Kasteren. Uiteindelijk kon Hernamdt toch starten. Ton Spek had op basis van de Nederlandse gradinglist recht op een start in de 125cc-race omdat de plaats van Peter Looijesteijn was vrijgekomen, maar kreeg van de organisatie te horen dat er al veel te veel Nederlanders in die klasse startten. Het hardst getroffen werd Egbert Streuer, die in Zwitserland was geopereerd aan een maagperforatie en daardoor al de GP van Oostenrijk had moeten missen. Hij had toestemming van zijn chirurg in Zwitserland en van de circuitarts, maar niet van de KNMV-arts die hem helemaal niet had onderzocht maar telefonisch contact had gehad met de behandelend arts in Assen. Na deze GP beëindigde Wil Hartog abrupt en onverwacht zijn carrière. Toni Mang werd de held van de dag. Voor 100.000 toeschouwers won hij twee klassen. 

## 500cc-klasse
Nadat Graeme Crosby eerst verrassend op poleposition had gestaan in Oostenrijk, lukte hem dit in Duitsland opnieuw, terwijl Boet van Dulmen op de tweede startplaats stond en Kenny Roberts op de derde. Christian Sarron, die het seizoen 1980 voor het grootste deel gemist had door een armbreuk en die in Oostenrijk was uitgevallen, liep bij een val in de trainingen een aantal kneuzingen en een gebroken pink op, waardoor hij niet kon starten. Wil Hartog kwam niet verder dan de 21e startplaats. Takazumi Katayama werd met de Honda NR 500 17e in de training. De race werd geweldig spannend. Bij de start waren Crosby, Ballington en Roberts al snelsten weg, maar Jack Middelburg kon ze goed volgen. Kork Ballington ging bij een bocht rechtdoor en staakte even later de strijd omdat hij kansloos was. Ook Jack Middelburg kon zich in de kopgroep handhaven, maar werd uiteindelijk door een aantal coureurs ingehaald en werd achtste. Van Dulmen sloot juist bij de kopgroep aan maar kreeg ook moeite met het tempo en liet Crosby, Roberts en de inmiddels aangesloten Marco Lucchinelli en Randy Mamola gaan. Hij zou toch nog vierde worden doordat Crosby door een haperende versnellingsbak terugviel. Hartog werd veertiende en besloot later op de dag dat hij zijn racecarrière onmiddellijk zou beëindigen.

### Eindstand 500cc-klasse
| Pos | Coureur             | Merk   | Tijd     | Grid | Punten |
| --- | ------------------- | ------ | -------- | ---- | ------ |
| 1   | Kenny Roberts       | Yamaha | 42:04.70 | 3    | 15     |
| 2   | Randy Mamola        | Suzuki | +0,44    | 4    | 12     |
| 3   | Marco Lucchinelli   | Suzuki | +0,69    | 6    | 10     |
| 4   | Boet van Dulmen     | Yamaha | +16,97   | 2    | 8      |
| 5   | Michel Frutschi     | Yamaha | +31,61   | 5    | 6      |
| 6   | Barry Sheene        | Yamaha | +32,56   | 12   | 5      |
| 7   | Hiroyuki Kawasaki   | Suzuki | +35,39   | 11   | 4      |
| 8   | Jack Middelburg     | Suzuki | +39,76   | 7    | 3      |
| 9   | Marc Fontan         | Suzuki | +50,94   | 15   | 2      |
| 10  | Franco Uncini       | Suzuki | +53,23   | 10   | 1      |
| 11  | Sadao Asami         | Yamaha | +1:02.44 | 13   |        |
| 12  | Philippe Coulon     | Suzuki | +1:04.07 | 14   |        |
| 13  | Graeme Crosby       | Suzuki | +1:05.06 | 1    |        |
| 14  | Wil Hartog          | Suzuki | +1:28.72 | 21   |        |
| 15  | Raymond Roche       | Yamaha | +1:30.59 | 39   |        |
| 16  | Kimmo Kopra         | Suzuki | +1:30.85 | 25   |        |
| 17  | Peter Sjöström      | Suzuki | +1:34.31 | 22   |        |
| 18  | Walter Migliorati   | Suzuki | +1:36.39 | 18   |        |
| 19  | Christian Estrosi   | Yamaha | +1:40.01 | 19   |        |
| 20  | Henk de Vries       | Suzuki | +2:01.84 | 27   |        |
| 21  | Sergio Pellandini   | Suzuki | +2:05.11 | 29   |        |
| 22  | Alain Röthlisberger | Suzuki | +2:05.11 |      |        |
| 23  | Josef Hage          | Yamaha | +1 ronde | 41   |        |
| 24  | Michael Schmid      | Suzuki | +1 ronde | 38   |        |
| 25  | Bernard Fau         | Yamaha | +1 ronde | 30   |        |
| 26  | Dominique Pernet    | Yamaha | +1 ronde | 37   |        |
| 27  | Gerhard Vogt        | Suzuki | +1 ronde | 42   |        |
| 28  | Günter Dreier       | Yamaha | +1 ronde |      |        |
| 29  | Marco Greco         | Yamaha | +1 ronde |      |        |
| 30  | Virginio Ferrari    | Cagiva | +1 ronde | 40   |        |

### Niet gefinished
| Coureur             | Merk     | Oorzaak | Grid |
| ------------------- | -------- | ------- | ---- |
| Giovanni Pelletier  | Suzuki   |         | 16   |
| Dave Potter         | Yamaha   |         | 23   |
| Stuart Avant        | Suzuki   |         | 31   |
| Kork Ballington     | Kawasaki |         | 9    |
| Klaus Klein         | Suzuki   |         | 32   |
| Seppo Rossi         | Suzuki   |         | 33   |
| Mike Baldwin        | Yamaha   |         |      |
| Takazumi Katayama   | Honda    |         | 17   |
| Jon Ekerold         | Solo     |         | 20   |
| Stefan Klabacher    | Yamaha   |         |      |
| Wolfgang von Muralt | Yamaha   |         | 28   |
| Adelio Faccioli     | Suzuki   |         | 26   |
| Andreas Hofmann     | Suzuki   |         | 34   |
| Jean Lafond         | Yamaha   |         | 35   |
| Keith Huewen        | Suzuki   |         | 24   |

### Niet gestart
| Coureur          | Merk   | Oorzaak              | Grid |
| ---------------- | ------ | -------------------- | ---- |
| Christian Sarron | Yamaha | Blessure in training | 8    |

### Top 10 WK-stand na deze race
| Pos. | Coureur           | Motorfiets | Ptn. |
| ---- | ----------------- | ---------- | ---- |
| 1    | Randy Mamola      | Suzuki     | 27   |
| 2    | Kenny Roberts     | Yamaha     | 15   |
| 3    | Hiroyuki Kawasaki | Suzuki     | 14   |
| 3    | Boet van Dulmen   | Yamaha     | 14   |
| 5    | Barry Sheene      | Yamaha     | 13   |
| 6    | Graeme Crosby     | Suzuki     | 12   |
| 7    | Marco Lucchinelli | Suzuki     | 10   |
| 8    | Jack Middelburg   | Suzuki     | 6    |
| 8    | Michel Frutschi   | Yamaha     | 6    |
| 10   | Franco Uncini     | Suzuki     | 5    |

## 350cc-klasse
In de 350cc-race gingen Toni Mang en Jon Ekerold aan de leiding, op korte afstand gevolgd door Patrick Fernandez. Mang en Ekerold vochten een verbeten strijd uit en raakten elkaar zelfs enkele malen, maar plotseling was eerst Fernandez verdwenen en de volgende ronde was ook Ekerold weg en had Mang een grote voorsprong op Eric Saul, Pekka Nurmi, Keith Huewen en Thierry Espié, die de motor van Michel Rougerie had gekregen. Rougerie moest een week rust houden na zijn val in Oostenrijk. Er was een groot aantal rijders gevallen doordat eerst Fernandez door een vastloper ten val was gekomen en olie uit zijn Yamaha op de baan lag. Fernandez' motor vloog bovendien in brand. Over die olie vielen vervolgens Graeme Geddes, Tony Head en een ronde later ook Jon Ekerold, die op dat moment op kop reed. Carlos Lavado viel uit met een gebroken krukas en Mang kon op zijn gemak naar de finish rijden. Eric Saul werd tweede en Espié werd derde.

### Uitslag 350cc-klasse
| Pos | Coureur            | Merk              | Tijd     | Grid | Punten |
| --- | ------------------ | ----------------- | -------- | ---- | ------ |
| 1   | Toni Mang          | Kawasaki          | 44'09"1  | 5    | 15     |
| 2   | Éric Saul          | Chevallier-Yamaha | 44'50"9  | 6    | 12     |
| 3   | Thierry Espié      | Bimota-Yamaha     | 44'58"0  | 20   | 10     |
| 4   | Keith Huewen       | Yamaha            | 45'01"46 | 16   | 8      |
| 5   | Pekka Nurmi        | Yamaha            | 45'02"31 | 15   | 6      |
| 6   | Roger Sibille      | Yamaha            | 45'03"39 | 14   | 5      |
| 7   | Graeme McGregor    | Yamaha            | 45'18"64 | 18   | 4      |
| 8   | Peter Looijesteijn | Yamaha            | 45'37"40 | 17   | 3      |
| 9   | Edi Stöllinger     | Kawasaki          | 45'38"29 | 27   | 2      |
| 10  | Paolo Ferretti     | Yamaha            | 45'38"62 | 10   | 1      |
| 11  | Tony Rogers        | Yamaha            | 45'39"40 | 24   |        |
| 12  | Walter Hoffmann    | Yamaha            | 45'43"07 | 28   |        |
| 13  | Alan North         | Yamaha            | 45'45"67 | 21   |        |
| 14  | Jean-Louis Albera  | Yamaha            | 45'46"28 | 33   |        |
| 15  | Werner Hilbk       | Yamaha            | 45'48"56 | 23   |        |
| 16  | Clive Horton       | Yamaha            | 45'52"78 | 36   |        |
| 17  | René Delaby        | Yamaha            | 46'06"38 | 12   |        |
| 18  | Bruno Kneubühler   | Yamaha            | 46'09"95 | 22   |        |
| 19  | Martin Wimmer      | Yamaha            | 46'11"23 | 31   |        |
| 20  | Manfred Herweh     | Yamaha            | 46'12"41 | 29   |        |
| 21  | Bengt Elgh         | Yamaha            | 46'15"92 | 38   |        |
| 22  | Alois Tost         | Yamaha            | +1 ronde | 42   |        |
| 23  | Heinz Chittka      | Yamaha            |          | 40   |        |
| 24  | Bodo Schmidt       | Yamaha            |          |      |        |
| 25  | Jacques Cornu      | Yamaha            |          | 11   |        |
| 26  | Reino Eskelinen    | Yamaha            |          | 30   |        |

### Niet gefinished
| Coureur             | Merk          | Oorzaak | Grid |
| ------------------- | ------------- | ------- | ---- |
| Jon Ekerold         | Solo          |         | 3    |
| Patrick Fernandez   | Bimota-Yamaha |         | 1    |
| Jean-François Baldé | Kawasaki      |         | 2    |
| Sauro Pazzaglia     | Yamaha        |         | 19   |
| Jeffrey Sayle       | Yamaha        |         | 35   |
| Graeme Geddes       | Bimota-Yamaha |         | 9    |
| Tony Head           | Yamaha        |         | 4    |
| Carlos Lavado       | Yamaha        |         | 8    |
| Rinus van Kasteren  | Yamaha        |         | 44   |
| Vincenzo Cascino    | Yamaha        | val     | 39   |

### Top 10 WK-stand na deze race
| Pos. | Coureur             | Motorfiets        | Ptn. |
| ---- | ------------------- | ----------------- | ---- |
| 1    | Toni Mang           | Kawasaki          | 31   |
| 2    | Jon Ekerold         | Solo              | 25   |
| 3    | Patrick Fernandez   | Bimota-Yamaha     | 23   |
| 4    | Thierry Espié       | Bimota-Yamaha     | 18   |
| 5    | Carlos Lavado       | Yamaha            | 16   |
| 6    | Keith Huewen        | Yamaha            | 13   |
| 7    | Jean-François Baldé | Kawasaki          | 12   |
| 7    | Eric Saul           | Chevallier-Yamaha | 12   |
| 9    | Graeme Geddes       | Bimota-Yamaha     | 11   |
| 10   | Jeffrey Sayle       | Yamaha            | 6    |
| 10   | Jacques Cornu       | Yamaha            | 6    |
| 10   | Pekka Nurmi         | Yamaha            | 6    |

## 250cc-klasse
Bij de vorige 250cc-race in Argentinië was Toni Mang slechts veertiende geworden omdat hij de juiste afstelling van zijn Kawasaki KR 250 niet kon vinden. In Duitsland reed hij naar poleposition en na de start bouwde hij na enkele ronden al een flinke voorsprong op, achtervolgd door Patrick Fernandez, Carlos Lavado en Roland Freymond. Fernandez viel, waardoor Lavado tweede werd, voor Freymond. Ángel Nieto had met zijn Siroko-Rotax een slechte start, maar werkte zichzelf naar voren en werd vijfde.

### Uitslag 250cc-klasse
| Pos | Coureur                | Merk            | Tijd      | Grid | Punten |
| --- | ---------------------- | --------------- | --------- | ---- | ------ |
| 1   | Toni Mang              | Kawasaki        | 38'09.820 | 1    | 15     |
| 2   | Carlos Lavado          | Yamaha          | +32,850   | 22   | 12     |
| 3   | Roland Freymond        | Ad Maiora       | +40,290   | 5    | 10     |
| 4   | Paolo Ferretti         | Yamaha          | +51,940   |      | 8      |
| 5   | Ángel Nieto            | Siroko-Rotax    | +52,510   | 8    | 7      |
| 6   | Richard Schlachter     | Yamaha          | +52,780   | 11   | 6      |
| 7   | Edi Stöllinger         | Kawasaki        | +53,370   | 14   | 4      |
| 8   | Bruno Kneubühler       | Rotax           | +53,620   | 33   | 3      |
| 9   | Jean-François Baldé    | Kawasaki        | +54,420   | 6    | 2      |
| 10  | Graeme McGregor        | Yamaha          | +1'04.860 | 27   | 1      |
| 11  | Graeme Geddes          | Yamaha          |           | 10   |        |
| 12  | Christian Estrosi      | Yamaha          |           | 12   |        |
| 13  | Jean-Louis Guignabodet | Kawasaki        |           | 26   |        |
| 14  | Maurizio Massimiani    | Ad Maiora       |           | 19   |        |
| 15  | André Gouin            | Yamaha          |           | 29   |        |
| 16  | Karl-Thomas Grässel    | Yamaha          |           | 15   |        |
| 17  | Martin Wimmer          | Yamaha          |           | 30   |        |
| 18  | Roger Sibille          | Yamaha          |           | 23   |        |
| 19  | Gianpaolo Marchetti    | MBA             |           | 35   |        |
| 20  | Franco Marchegiani     | Yamaha          |           | 28   |        |
| 21  | Massimo Matteoni       | Tre Stelle      |           | 37   |        |
| 22  | Walter Hoffmann        | Yamaha          |           | 21   |        |
| 23  | Didier de Radiguès     | Yamaha          |           | 34   |        |
| 24  | Jürgen Schmit          | Yamaha          |           | 46   |        |
| 25  | Clive Horton           | Armstrong-Rotax |           | 18   |        |
| 26  | Etienne Geeraerd       | Yamaha          |           | 47   |        |
| 27  | Bernd Schappacher      | Rotax           |           | 40   |        |
| 28  | Johnny Scott           | Yamaha          |           | 44   |        |
| 29  | Franz Schwarz          | Yamaha          |           | 45   |        |
| 30  | Gerhard Vogt           | Rotax           |           |      |        |

### Niet gefinished
| Coureur              | Merk              | Oorzaak | Grid |
| -------------------- | ----------------- | ------- | ---- |
| Patrick Fernandez    | Bimota-Yamaha     | Val     | 2    |
| Herbert Hauf         | FKN               |         | 3    |
| Tony Head            | Yamaha            |         | 4    |
| Loris Reggiani       | Bimota-Yamaha     |         | 9    |
| Eddie Lawson         | Kawasaki          |         | 13   |
| Pekka Nurmi          | Yamaha            |         | 17   |
| Sauro Pazzaglia      | MBA               |         | 24   |
| Pierre Tocco         | Yamaha            |         | 25   |
| Thierry Espié        | Chevallier-Yamaha |         | 39   |
| Jean-Louis Tournadre | Bimota-Yamaha     |         | 42   |
| Klaas Hernamdt       | Yamaha            |         | 31   |
| Michael Lederer      | Yamaha            |         | 32   |
| Sadao Asami          | Yamaha            |         | 32   |
| Stefan Jannsen       | Yamaha            |         | 41   |
| Peter Looijesteijn   | Yamaha            |         | 43   |

### Top 10 WK-stand na deze race
| Pos. | Coureur             | Motorfiets    | Ptn. |
| ---- | ------------------- | ------------- | ---- |
| 1    | Jean-François Baldé | Kawasaki      | 17   |
| 2    | Roland Freymond     | Ad Maiora     | 16   |
| 3    | Toni Mang           | Kawasaki      | 15   |
| 4    | Carlos Lavado       | Yamaha        | 12   |
| 4    | Graeme Geddes       | Bimota-Yamaha |      |
| 6    | Patrick Fernandez   | Bimota-Yamaha | 10   |
| 7    | Hervé Guilleux      | Siroko-Rotax  | 8    |
| 7    | Paolo Ferretti      | Yamaha        | 8    |
| 9    | Ángel Nieto         | Siroko-Rotax  | 6    |
| 10   | Martin Wimmer       | Yamaha        | 5    |

## 125cc-klasse
Nadat Ángel Nieto en Loris Reggiani met hun Minarelli's al twee keer eerste en tweede geworden waren, was het wel duidelijk dat ze oppermachtig waren in de 125cc-klasse. Maar in Duitsland waren ze zo beleefd Gert Bender met zijn eigenbouw motorfiets een ronde aan de leiding te laten rijden. Daarna gaven ze pas echt gas, maar Reggiani viel uit, net als Pier Paolo Bianchi en Eugenio Lazzarini. Nieto bleef met gemak voor Stefan Dörflinger rijden en won de race. Dörflinger werd tweede. Bender werd in de strijd om de derde plaats nog gepasseerd door Hans Müller en de enige spanning die er was zat in de strijd om de vijfde plaats, die werd beslist in het voordeel van Thierry Noblesse.

### Uitslag 125cc-klasse
| Pos | Coureur           | Merk       | Tijd       | Grid | Punten |
| --- | ----------------- | ---------- | ---------- | ---- | ------ |
| 1   | Ángel Nieto       | Minarelli  | 35'51"9    | 1    | 15     |
| 2   | Stefan Dörflinger | MBA        | + 10,880   | 3    | 12     |
| 3   | Hans Müller       | MBA        | +13,070    | 5    | 10     |
| 4   | Gert Bender       | Bender     | +19,180    | 7    | 8      |
| 5   | Thierry Noblesse  | MBA        | +56,990    | 13   | 6      |
| 6   | Henk van Kessel   | EGA        | +1' 15,340 | 14   | 5      |
| 7   | János Drapál      | Morbidelli | +1' 22,920 | 9    | 4      |
| 8   | Johnny Wickström  | MBA        | +1' 25,800 | 22   | 3      |
| 9   | Joe Genoud        | MBA        | +1' 26,330 | 28   | 2      |
| 10  | Alfred Waibel     | MBA        | +1' 27,640 | 15   | 1      |
| 11  | Stefan Janssen    | MBA        |            | 23   |        |
| 12  | Erich Klein       | Morbidelli |            | 19   |        |
| 13  | Jacky Hutteau     | Afam       |            | 24   |        |
| 14  | Maurizio Vitali   | MBA        |            |      |        |
| 15  | Michel Galbit     | MBA        |            | 21   |        |
| 16  | Anton Straver     | MBA        |            | 32   |        |
| 17  | Willy Pérez       | MBA        |            | 18   |        |
| 18  | Jan Huberts       | Sanvenero  |            | 19   |        |
| 19  | Norbert Peschke   | MBA        |            | 36   |        |
| 20  | Zbynek Havrda     | MBA        |            | 37   |        |
| 21  | Robert Bauer      | Morbidelli |            | 27   |        |
| 22  | Theo Timmer       | MBA        |            | 30   |        |
| 23  | Walter Kaletsch   | Morbidelli |            | 42   |        |
| 24  | Chris Baert       | MBA        |            | 40   |        |
| 25  | François Wirtz    | MBA        |            |      |        |
| 26  | Frédéric Michel   | MBA        |            |      |        |

### Niet gefinished
| Coureur             | Merk       | Oorzaak | Grid |
| ------------------- | ---------- | ------- | ---- |
| Per-Edvard Carlsson | MBA        | Val     | 45   |
| Loris Reggiani      | Minarelli  | Val     | 4    |
| Guy Bertin          | Sanvenero  |         | 12   |
| Ricardo Tormo       | Sanvenero  |         | 11   |
| Pier Paolo Bianchi  | MBA        |         | 2    |
| Jean-Claude Selini  | MBA        |         | 10   |
| Hans-Jürgen Hummel  | MBA        |         | 43   |
| August Auinger      | MBA        |         | 44   |
| Eugenio Lazzarini   | Iprem      |         | 6    |
| Jacques Bolle       | Motobécane |         | 25   |

### Top 10 WK-stand na deze race
| Pos. | Coureur             | Motorfiets | Ptn. |
| ---- | ------------------- | ---------- | ---- |
| 1    | Ángel Nieto         | Minarelli  | 45   |
| 2    | Loris Reggiani      | Minarelli  | 24   |
| 3    | Pier Paolo Bianchi  | MBA        | 16   |
| 4    | Hans Müller         | MBA        | 15   |
| 5    | Stefan Dörflinger   | MBA        | 12   |
| 6    | Jacques Bolle       | Motobécane | 10   |
| 7    | Willy Pérez         | MBA        | 8    |
| 7    | Per-Edvard Carlsson | MBA        | 8    |
| 7    | Eugenio Lazzarini   | Iprem      | 8    |
| 7    | Gert Bender         | Bender     | 8    |

## 50cc-klasse
Al tijdens de trainingen van de Duitse Grand Prix leek het erop dat het 50cc-seizoen 1981 niet erg spannend zou worden. Stefan Dörflinger trainde met zijn Van Veen-Kreidler acht seconden sneller dan zijn teamgenoot Hagen Klein. Ricardo Tormo kwam uit op de Bultaco uit 1978, die er bij aankomst al tamelijk onverzorgd uitzag. Hij kreeg een startplaats in het achterveld. Ook de race was niet spannend: opnieuw reed Dörflinger acht seconden per ronde sneller dan zijn achtervolgers Theo Timmer en Henk van Kessel. Timmer's Bultaco kreeg al in de eerste ronde een gat in de zuiger en Van Kessel's Kreidler liep vast, evenals de Van Veen-Kreidler van Hagen Klein. Tormo parkeerde na een ronde met een slecht lopende motor. Achter Dörflinger was er ook geen sprake van spanning. Met grote onderlinge afstanden reden Rolf Blatter en Hans-Jürgen Hummel op de tweede en derde plaats, tot ook Blatter uitviel en de jonge Rainer Kunz (de zoon van Rudi Kunz) derde werd.

### Uitslag 50cc-klasse
| Pos | Coureur             | Merk              | Tijd      | Grid | Punten |
| --- | ------------------- | ----------------- | --------- | ---- | ------ |
| 1   | Stefan Dörflinger   | Van Veen-Kreidler | 29'17"410 | 1    | 15     |
| 2   | Hans-Jürgen Hummel  | Sachs             | 30'18"910 | 4    | 12     |
| 3   | Rainer Kunz         | Kreidler          | 30'22"390 | 7    | 10     |
| 4   | Otto Machinek       | Kreidler          | 30'32"790 | 21   | 8      |
| 5   | George Looijesteijn | Kreidler          | 30'34"990 | 8    | 6      |
| 6   | Kasimir Rapczynski  | Kreidler          |           | 6    | 5      |
| 7   | Gerhard Bauer       | Kreidler          |           |      | 4      |
| 8   | Claudio Lusuardi    | Moto Villa        |           | 33   | 3      |
| 9   | Klaus Kull          | Kreidler          |           | 14   | 2      |
| 10  | Herbert Engelhardt  | Kreidler          |           | 18   | 1      |
| 11  | Yves le Toumelin    | TYL               |           | 13   |        |
| 12  | Joaquin Gali        | Bultaco           |           | 17   |        |
| 13  | Ramon Gali          | Kreidler          |           | 19   |        |
| 14  | Dieter Göppner      | Kreidler          |           | 22   |        |
| 15  | Jos van Dongen      | Kreidler          |           | 27   |        |
| 16  | Bruno Di Carlo      | MDC               |           | 24   |        |
| 17  | Reiner Koster       | Malanca           |           | 40   |        |
| 18  | Peter Verbič        | Kreidler          |           | 15   |        |
| 19  | Chris Baert         | CVD               |           | 16   |        |
| 20  | Henry Nagel         | Kreidler          |           | 30   |        |

### Niet gefinished
| Coureur            | Merk              | Oorzaak   | Grid |
| ------------------ | ----------------- | --------- | ---- |
| Ricardo Tormo      | Bultaco           | Motor     | 41   |
| Rolf Blatter       | Kreidler          |           | 5    |
| Hagen Klein        | Van Veen-Kreidler | Vastloper | 2    |
| Theo Timmer        | Bultaco           | Zuiger    | 3    |
| Henk van Kessel    | Kreidler          | Vastloper | 32   |
| Yves Dupont        | ABF               |           | 26   |
| Ingo Emmerich      | Kreidler          |           | 20   |
| Günter Schirnhofer | Kreidler          |           | 9    |

### Niet deelgenomen
| Coureur    | Merk     | Oorzaak  |
| ---------- | -------- | -------- |
| Hans Spaan | Kreidler | Blessure |

### Top 10 WK-stand na deze race
| Pos. | Coureur             | Motorfiets        | Ptn. |
| ---- | ------------------- | ----------------- | ---- |
| 1    | Stefan Dörflinger   | Van Veen-Kreidler | 15   |
| 2    | Hans-Jürgen Hummel  | Sachs             | 12   |
| 3    | Rainer Kunz         | Kreidler          | 10   |
| 4    | Otto Machinek       | Kreidler          | 8    |
| 5    | George Looijesteijn | Kreidler          | 6    |
| 6    | Kasimir Rapczynski  | Kreidler          | 5    |
| 7    | Gerhard Bauer       | Kreidler          | 4    |
| 8    | Claudio Lusuardi    | Bultaco           | 3    |
| 9    | Klaus Kull          | Kreidler          | 2    |
| 10   | Herbert Engelhardt  | Kreidler          | 1    |

## Zijspanklasse
In de zijspanrace startte Rolf Biland als snelste, met Alain Michel en Jock Taylor op zijn hielen. Biland viel na drie ronden uit door een uitgelopen big-endlager. Michel/Burkhardt en Taylor/Johansson vochten een spannende strijd uit. In de laatste ronde nam Michel in de Sachskurve de leiding, maar Taylor probeerde die in de laatste bocht terug te pakken, waardoor de combinaties zij aan zij over de streep gingen en men moest wachten tot de finishfoto ontwikkeld was. Toen bleek dat Michel/Burkhardt een voorsprong van 0,003 seconde hadden. Opnieuw bleek dat er een enorm verschil was tussen de toprijders en de rest van het veld. Werner Schwärzel/Andreas Huber kwamen ook op het podium maar hadden een 45 seconden achterstand.

### Uitslag zijspanklasse
| Pos | Coureur            | Bakkenist        | Merk                  | Tijd     | Punten |
| --- | ------------------ | ---------------- | --------------------- | -------- | ------ |
| 1   | Alain Michel       | Michael Burkhard | Seymaz-Yamaha         | 33'36"21 | 15     |
| 2   | Jock Taylor        | Benga Johansson  | Fowler-Windle-Yamaha  | 33'36"24 | 12     |
| 3   | Werner Schwärzel   | Andreas Huber    | Krauser-Seymaz-Yamaha | 34'19"74 | 10     |
| 4   | Mick Boddice       | Chas Birks       | Yamaha                | 35'08"36 | 8      |
| 5   | Derek Jones        | Brian Ayres      | Ireson-Yamaha         | 35'25"33 | 6      |
| 6   | Rolf Steinhausen   | Georg Willmann   | RSR-Yamaha            | 35'33"88 | 5      |
| 7   | Albert Giesemann   | Wolfgang Gäbke   | LCR-Yamaha            |          | 4      |
| 8   | Jesco Höckert      | Thomas Riedel    | Busch-Yamaha          |          | 3      |
| 9   | Walter Talmon-Groß | Ernst Dürrich    | Yamaha                |          | 2      |
| 10  | Egon Schons        | Wolfgang Kalauch | Yamaha                |          | 1      |

### Niet gefinished
| Coureur        | Bakkenist          | Merk               | Oorzaak |
| -------------- | ------------------ | ------------------ | ------- |
| Jo van der Ven | Tonny Troeyen      | Yamaha             | motor   |
| Rolf Biland    | Kurt Waltisperg    | Krauser-LCR-Yamaha | motor   |
| Egbert Streuer | Bernard Schnieders | LCR-Yamaha         | medisch |

### Top 10 WK-stand na deze race
| Pos | Coureur          | Bakkenist         | Motorfiets            | Ptn |
| --- | ---------------- | ----------------- | --------------------- | --- |
| 1   | Jock Taylor      | Benga Johansson   | Fowler-Windle-Yamaha  | 27  |
| 2   | Alain Michel     | Michael Burkhardt | Seymaz-Yamaha         | 25  |
| 3   | Werner Schwärzel | Andreas Huber     | Krauser-Seymaz-Yamaha | 18  |
| 4   | Rolf Biland      | Kurt Waltisperg   | Krauser-LCR-Yamaha    | 12  |
| 5   | Mick Boddice     | Chas Birks        | Yamaha                | 8   |
| 6   | Trevor Ireson    | Clive Pollington  | Yamaha                | 6   |
| 6   | Rolf Steinhausen | Georg Willmann    | RSR-Yamaha            | 6   |
| 6   | Derek Jones      | Brian Ayres       | Yamaha                | 6   |
| 9   | Masato Kumano    | Kunio Takeshima   | LCR-Yamaha            | 5   |
| 10  | Albert Giesemann | Wolfgang Gäbke    | Yamaha                | 4   |

1925 · 1926 · 1927 · 1928 · 1929 · 1930 · 1931 · 1933 · 1934 · 1935 · 1936 · 1937 · 1938 · 1939 · 1949 · 1950 · 1951 · 1952 · 1953 · 1954 · 1955 · 1956 · 1957 · 1958 · 1959 · 1960 · 1961 · 1962 · 1963 · 1964 · 1965 · 1966 · 1967 · 1968 · 1969 · 1970 · 1971 · 1972 · 1973 · 1974 · 1975 · 1976 · 1977 · 1978 · 1979 · 1980 · 1981 · 1982 · 1983 · 1984 · 1985 · 1986 · 1987 · 1988 · 1989 · 1990 · 1991 · 1992 · 1993 · 1994 · 1995 · 1996 · 1997 · 1998 · 1999 · 2000 · 2001 · 2002 · 2003 · 2004 · 2005 · 2006 · 2007 · 2008 · 2009 · 2010 · 2011 · 2012 · 2013 · 2014 · 2015 · 2016 · 2017 · 2018 · 2019 · 2021 · 2022 · 2023 · 2024 · 2025